# Hartmann Bjørnsen
Alfred Hartman Bjørnson (Stavanger, 2 de febrer de 1889 – Stavanger, 25 de setembre de 1974) va ser un gimnasta artístic noruec que va competir a començaments del segle xx.
El 1912 va prendre part en els Jocs Olímpics d'Estocolm, on va guanyar la medalla d'or en el concurs per equips, sistema lliure del programa de gimnàstica.